# Naugachhia
Naugachhia è una città dell'India di 38.288 abitanti, situata nel distretto di Bhagalpur, nello stato federato del Bihar. In base al numero di abitanti la città rientra nella classe III (da 20.000 a 49.999 persone).

## Geografia fisica
La città è situata a 25° 23' 60 N e 87° 5' 60 E e ha un'altitudine di 24 m s.l.m..

## Società

### Evoluzione demografica
Al censimento del 2001 la popolazione di Naugachhia assommava a 38.288 persone, delle quali 20.599 maschi e 17.689 femmine. I bambini di età inferiore o uguale ai sei anni assommavano a 7.253, dei quali 3.669 maschi e 3.584 femmine. Infine, coloro che erano in grado di saper almeno leggere e scrivere erano 18.187, dei quali 11.499 maschi e 6.688 femmine.